# Stadio Silvio Piola (Novara)
Stadio Silvio Piola, dříve Stadio Comunale (městský stadion) je fotbalový stadion v italském městě Novara, v regionu Piemont. Je pojmenován po výborném kanonýrovi s také po bývalém hráči Novary, Silviu Piolovi.

## Historie
Již v roce 1964 byl vypracován projekt na výstavbu stadionu. Práce začali v roce 1971 a bylo počítáno s kapacitou pro 25 000 diváků, s vynikající viditelností ze všech sektorů zaručenou absencí sítí, nahrazená třímetrovým příkopem kolem hřiště. První oficiální utkání na novém hřišti se konal 22. ledna 1976 proti Janovu (1:1) v druholigovém utkání.
Nejprve byl stadion beze jména na lidé jej nazývali Stadio Comunale anebo comunale di viale Kennedy podle ulice, kde se nacházel. Až od 23. října 1997 nese název po výborném hráči a reprezentantovi, který zakončil fotbalovou kariéru právě v Novaře, Silviu Piolovi.
Od roku 2010 se po postupu do druhé ligy se muselo rekonstruovat. Vyměnila se střecha centrální tribuny, umístili se turnikety, odstranil se příkop a především obnovil se povrch hřiště umělým trávníkem v souladu s pravidly FIFA 2 star (což také umožňuje pořádání zápasů Ligy mistrů UEFA ). Nakonec byla také přepracována Press Tribune a rozšířena VIP Tribuna. To vše umožnilo návrat ke kapacitě přes 10 000 míst.
V létě 2011 klub postoupil do nejvyšší ligy a museli být provedeny práce na rozšíření stadionu, což znamenalo zvednutí kovových konstrukcí, což přineslo zvýšení kapacity stadionu na 17 875 diváků. Dne 28. října 2013 byla zřízena pamětní deska Árpáda Weisze, trenéra klubu v sezóně 1934/35, který zemřel v nacistickém koncentračním táboře v Osvětimi .
V sezóně 2018/19 stadion hostil domácí zápasy ženského klubu Juventusu, omezené na kola LM žen.